# Флен
Флен (фр. Flin) — коммуна во французском департаменте Мёрт и Мозель региона Лотарингия. Относится к  кантону Баккара.	

## География
Флен расположен в 45 км к юго-востоку от Нанси. Соседние коммуны: Азерай и Глонвиль на юго-востоке, Ватимениль и Шеневьер на северо-западе. Разделён бывшей национальной автодорогой RN59 на собственно Флен и Флен-Мениль, который находится в северо-восточной части коммуны. С 2010 года новая трасса обходит Флен с севера.

## История
- Флен сильно пострадал во время религиозных войн XVI—XVII веков, затем в Тридцатилетней войне.
- Соседняя деревня Мервавиль, образовавшаяся в 1150 году вокруг приората была разрушена в Тридцатилетней войне и исчезла. Остались лишь руины древней церкви со статуей девы Марии.
- Был полностью разрушен в сентябре 1944 года во время Второй мировой войны.

## Демография
Население коммуны на 2010 год составляло 383 человека.
| 1962 | 1968 | 1975 | 1982 | 1990 | 1999 | 2010 |
| ---- | ---- | ---- | ---- | ---- | ---- | ---- |
| 422  | 425  | 369  | 333  | 343  | 374  | 383  |

## Достопримечательности

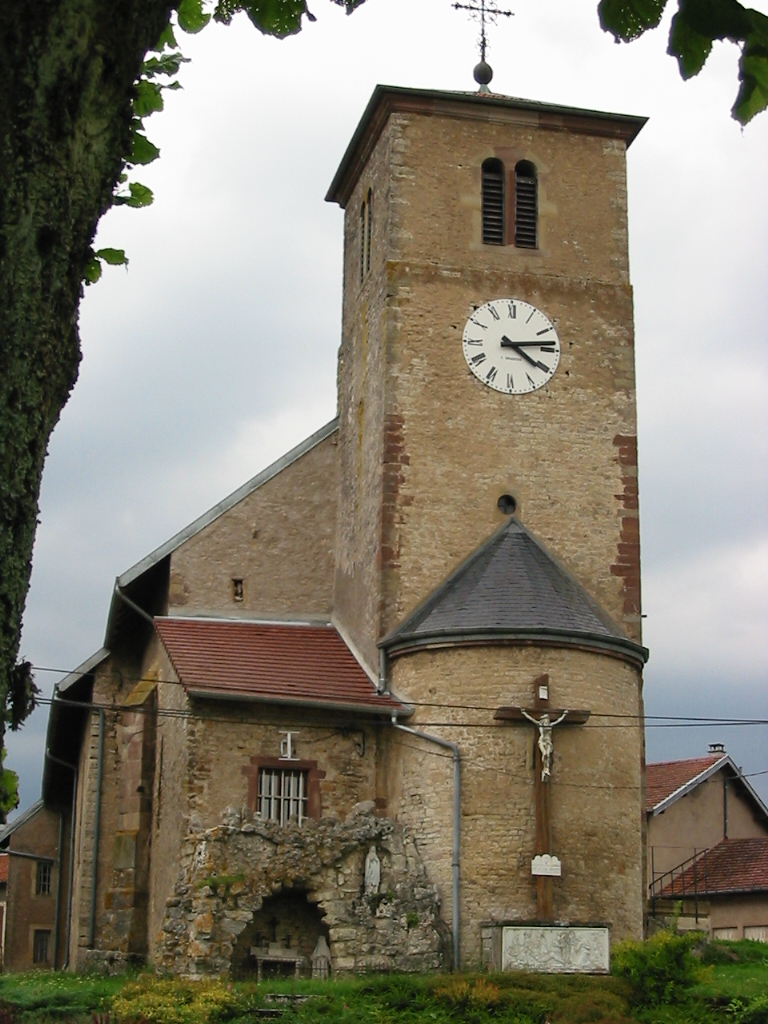
Церковь Сен-Мартен во Флене.

- Церковь Сен-Мартен XII-XIII веков. Находится под охраной государства как исторический монумент.
- Руины церкви на месте бывшей деревни Мервавиль: готические хоры, статуя девы Марии.